# Po prostu Maria
Po prostu Maria (hiszp. Simplemente María) – meksykańska telenowela z przełomu 2015 i 2016 roku. 
W rolach głównych wystąpili Claudia Álvarez, José Ron i Ferdinando Valencia. Utworem przewodnim telenoweli jest Simplemente Tú w wykonaniu Cristiana Castro.

## Obsada
- Claudia Álvarez jako María
- José Ron jako Alejandro
- Ferdinando Valencia jako Cristóbal
- Arleth Terán jako Vanessa
- Ana Martín jako Felícitas
- Eleazar Gómez jako Juan Pablo
- Alejandra Robles Gil jako Lucía

## Wersja polska
Telenowela była emitowana w Polsce na kanale TV4 od 5 września 2016 do 7 marca 2017. Początkowo o godzinie 17.00, lecz od 2 listopada 2016 zmieniła godzinę emisji na 16.00. Opracowaniem wersji polskiej zajęła się Iwona Ufnal. Lektorem serialu był Kacper Kaliszewski.
Serial cieszył się dużą oglądalnością. Telenowelę „Po prostu Maria” oglądało średnio 283 tys. widzów. Czwórka w czasie nadawania telenoweli wygrała walkę o widza w rynku telewizyjnym ze swoimi największymi konkurentami. TVN7 w tym paśmie miała 2,12 proc. udziału, a TV Puls - 1,76 proc..
8 marca 2017 w ramówce TV4 telenowelę zastąpił serial Twoja na zawsze.

## Nominacje

### Premios TvyNovelas 2017
| Kategoria                      | Osoba               | Wynik     |
| ------------------------------ | ------------------- | --------- |
| Najlepsza protagonistka        | Claudia Álvarez     | Nominacja |
| Najlepszy aktor współpracujący | Ferdinando Valencia | Nominacja |

## Adaptacje
Istnieje kilka wersji serialu.
- Simplemente María – argentyńska telenowela z 1967 roku (w rolach głównych Irma Roy, Alberto Argibay i Rodolfo Salerno).
- Simplemente María – peruwiańska telenowela z 1969 roku (w rolach głównych Saby Kamalich[18][19], Ricardo Blume i Braulio Castillo).
- Simplemente María – brazylijska telenowela z 1970 roku (w rolach głównych Yoná Magalhães, Ênio Gonçalves i Carlos Alberto).
- Simplemente María – wenezuelska telenowela z 1971 roku (w rolach głównych Carmen Julia Álvarez, Eduardo Serrano i José Luis Rodríguez).
- Rosa... de lejos – argentyńska telenowela z 1980 roku (w rolach głównych Leonor Benedetto i Juan Carlos Dual).
- Simplemente María – meksykańska telenowela z 1989 roku (w rolach głównych Victoria Ruffo, Manuel Saval i Jaime Garza)[20].